# Печери Алжиру
У горах Атласу відомо понад 10 крупних печер (довших за 1 км), зокрема — Рхар Бумаза довжиною 18400 м, яку було досліджено (до сифону) ще в 1936 році. В Джур-Джурі досліджено 290 вертикальних порожнин, серед яких вирізняються Ану Іффліс (1600/-1170) та Ану-Буссуйль (3200/-805). У Північному Алжирі відомі відкладення евапоритів с досить крупними печерами у гіпсах — Дахредж (2028/-212) та у соляних діапірах — Джельфа (282/-52). В Атласі описано гідротермокарстові порожнини Ель-Абед и Уед-Зундер.
Нижче наведено список печер Алжиру (в дужках вказано протяжність і глибину печер).

## Алфавітний список
- Ану Буссуйль (3200 м / 805 м)
- Ану Іффліс (1800 м / 1170 м)
- Дахредж (2028 м / 212 м)
- Джельфа (282 м / 52 м)
- Рхар Бумаза
- Уед-Зундер
- Ель-Абед